# Snarbynuten
Snarbynuten är en bergstopp i Antarktis. Den ligger i Östantarktis. Norge gör anspråk på området. Toppen på Snarbynuten är 1 615 meter över havet, eller 236 meter över den omgivande terrängen. Bredden vid basen är 2,9 km.
Terrängen runt Snarbynuten är platt åt nordost, men åt sydväst är den kuperad. Trakten är obefolkad. Det finns inga samhällen i närheten.
Snarbynuten har fått sitt namn efter John Snarby, som var Norsk-brittisk-svenska Antarktisexpeditionens kock under vintern 1950-51.